# ثوم هانوم
ثوم هانوم (بالإنجليزية: Thomas Hannum)‏ هو مدير موسيقي أمريكي، ولد في 14 يونيو 1957 في وست تشستر ‏ في الولايات المتحدة.